# Rick Bognar
Richard Bognar (Surrey, 16 gennaio 1970 – Calgary, 20 settembre 2019) è stato un wrestler canadese, noto per i suoi trascorsi nella World Wrestling Federation tra il 1996 e il 1997.
Bognar è principalmente ricordato per aver interpretato la gimmick di "Fake" Razor Ramon, il sostituto di Scott Hall dopo che quest'ultimo passò alla World Championship Wrestling nel 1996.

## Carriera

### Frontier Martial-Arts Wrestling (1991-1994)
Debutta nel 1988 nelle indies canadesi, come la CIWF e la CNWA, per trasferirsi poi dal 1991, in Giappone, e lavorando per la Frontier Martial-Arts Wrestling con l'alias di Big Titan, con l'appoggio di Ricky Fuji. Debutta il 20 novembre 1991, partecipando al FMW World Strongest Tag Team Tournament, in coppia con The Gladiator. Il 15 gennaio 1992, e a soli tre mesi dal debutto, vince il World Martial Arts Heavyweight Championship, battendo Atsushi Onita, salvo perderlo solo quindici giorni dopo contro Tarzan Goto. Si unisce poi alla stable Team Canada, insieme a Ricky Fuji, Dr. Luther e The Gladiator. In coppia con quest'ultimo, sconfigge il 18 gennaio 1994, Atsushi Onita e Katsutoshi Niyama, nella finale di un torneo, diventando i primi detentori del Brass Knuckles Tag Team Championships. Il 21 aprile 1994, perdono contro Mr. Pogo e Hisakatsu Oya. Nel suo ultimo match con la federazione, perde contro il suo compagno The Gladiator.  Lotta poi nella Wrestler Association-R di proprietà di Genichiro Tenryu nel 1995. Nella WAR, lotta come Ti Do, unendosi al gruppo di Fuyuki-Gun, gruppo che comprendeva Hiromichi "Kodo" Fuyuki, Gedo, Jado e Lion Do.

### World Wrestling Federation (1996-1997)
Nel settembre 1996, Jim Ross lo introduce alla World Wrestling Federation come "Razor Ramon" e Glenn Jacobs come "Diesel", per una storyline che vedeva i veri Ramon e Diesel, Scott Hall e Kevin Nash passati alla rivale, World Championship Wrestling. Cosciente di ciò, Ross effettua un Turn Heel. Tuttavia, questo personaggio cattivo di Ross non viene apprezzato dal pubblico per cui viene immediatamente relagato fra i Face. Bognar riceve anche una title shot ai WWF Tag Team Championship ad In Your House 12, contro Davey Boy Smith e Owen Hart, ma viene sconfitto. Alla Royal Rumble 1997, è il primo eliminato dalla contesa, grazie ad Ahmed Johnson, mentre Jacobs, l'altro Fake, è il penultimo eliminato. Mentre Jacobs rimane in WWF, ed è noto oggi come Kane, il contratto di Bognar scadde dopo un anno e non venne rinnovato.

### New Japan Pro-Wrestling
Bognar ritorna così in Giappone, nella New Japan Pro-Wrestling, unendosi alla NWO Japan. Il 15 febbraio 1998, si infortuna alla testa in un match contro Shinya Hashimoto, ma continua a lottare per un altro anno anche in presenza di dolori. Nell'ultimo suo match, il 23 aprile 1999, vince insieme a Keiji Muto e Hiroyoshi Tenzan contro Tatsumi Fujinami, Manabu Nakanishi e Osamu Nishimura. Successivamente, ha lottato sporadicamente in federazioni indipendenti. Si è ritirato ufficialmente nel 2000.
Improvvisamente colpito da infarto, è morto il 20 settembre 2019 all'età di 49 anni.

## Personaggio

### Mosse finali
- Exploder suplex
- Razor's Edge (Crucifix powerbomb)

### Soprannomi
- "The Free Spirit"

## Titoli e riconoscimenti
Canadian Rocky Mountain Wrestling
- CRMW International Championship (2)

Frontier Martial-Arts Wrestling
- FMW Brass Knuckles Heavyweight Championship (1)
- FMW Brass Knuckles Tag Team Championship (1 - con The Gladiator)

Pro Wrestling Illustrated
- 124º tra i 500 migliori wrestler singoli su PWI 500 (1995)